# Двадцать пятая поправка к Конституции США

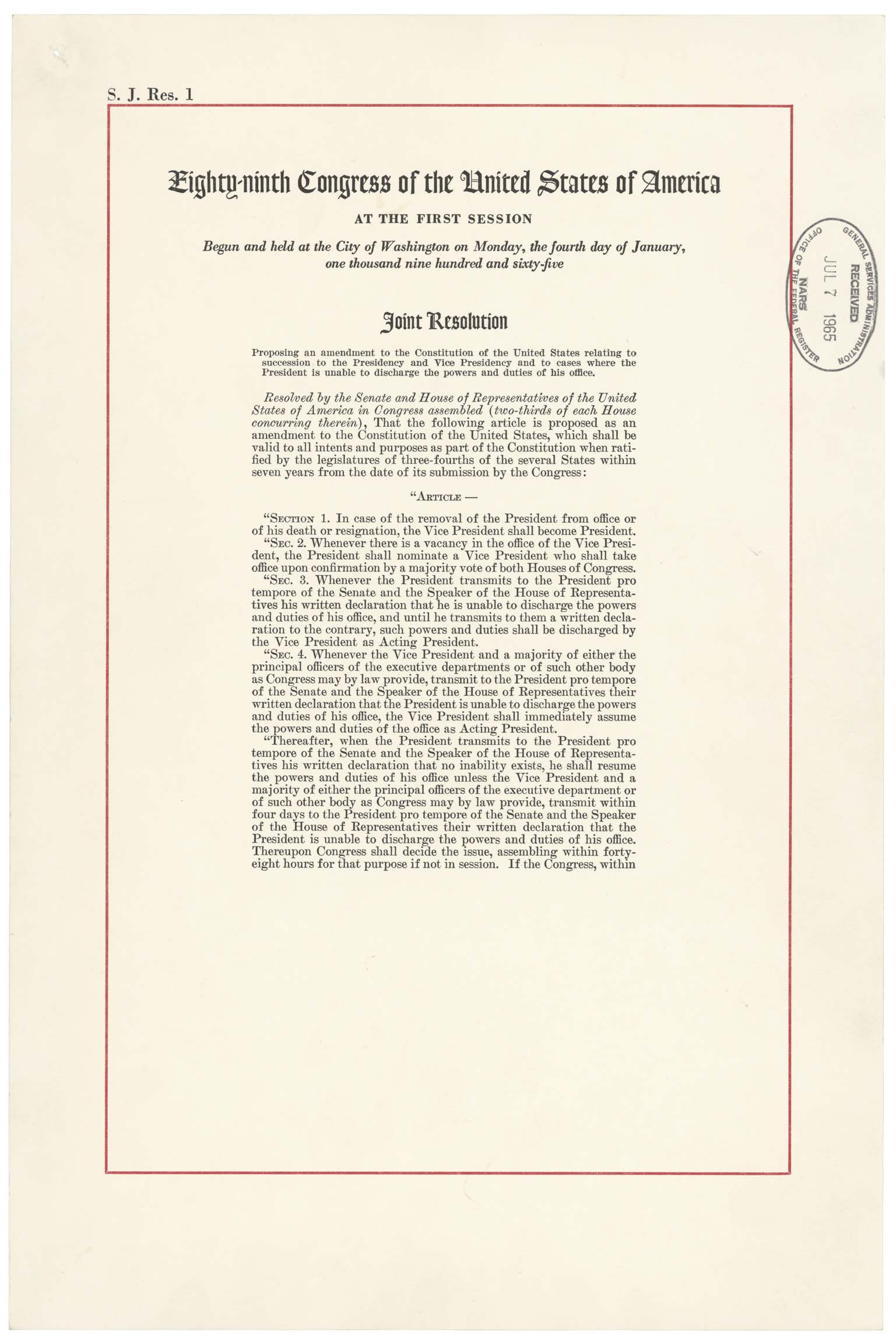
Двадцать пятая поправка к Конституции США, с. 1

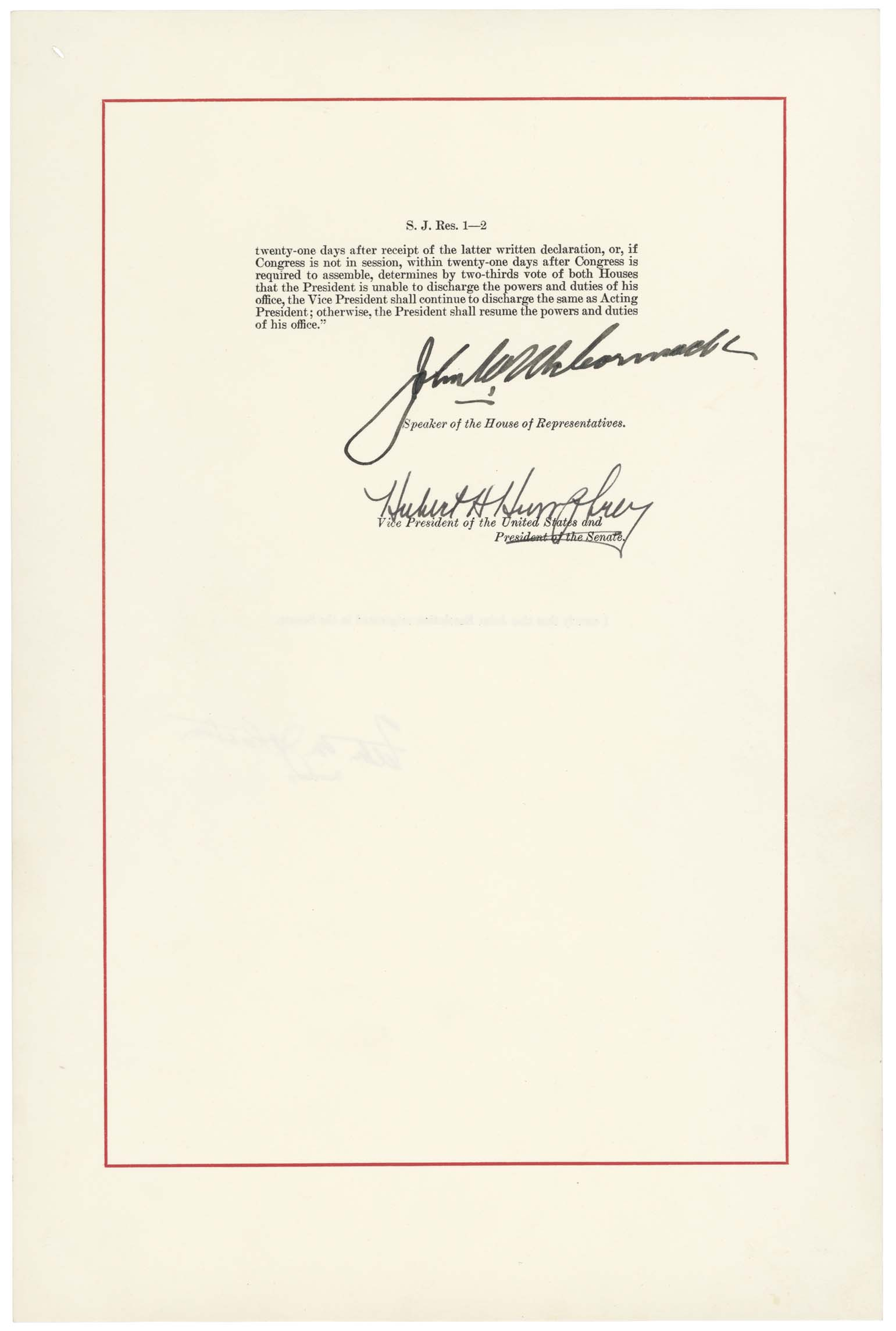
Двадцать пятая поправка к Конституции США, с. 2

Двадцать пятая поправка к Конституции США  определяет порядок осуществления полномочий президента при досрочном прекращении полномочий президента (президентом становится вице-президент). Вступила в силу 23 февраля 1967 года.
Двадцать пятая поправка закрепила правило, согласно которому вице-президент занимает пост президента в случае досрочного прекращения его полномочий. Первоначальный текст был неудачно сформулирован и оставлял возможность различного толкования того, становится ли вице-президент президентом или просто исполняет его обязанности до следующих выборов. Первый прецедент случился в 1841 году, когда девятый президент Уильям Генри Гаррисон умер спустя месяц после вступления в должность, и вице-президент Джон Тайлер стал десятым президентом. Таким образом, двадцать пятая поправка закрепила сложившуюся практику.
Поправка также определяет порядок установления временной недееспособности президента США, когда вице-президент действует как исполняющий обязанности президента США.
Принятие двадцать пятой поправки позволило уже в 1973 году Джеральду Форду стать вице-президентом после добровольной отставки Спиро Агню. Кандидатура нового вице-президента была внесена в сенат президентом Ричардом Никсоном и утверждена. Через год, после добровольной отставки самого Никсона (под угрозой импичмента после Уотергейтского скандала), Джеральд Форд стал президентом США — первым и до сих пор единственным, не избранным на эту должность всеобщим голосованием ни как президент, ни как вице-президент.